# Eleuterio Fernández Huidobro
Eleuterio Fernández Huidobro, conocido como «El Ñato» (Montevideo, 14 de marzo de 1942-ib., 5 de agosto de 2016), fue un político, periodista, escritor y guerrillero uruguayo. Ejerció el cargo de Ministro de Defensa Nacional durante la presidencia de José Mujica y la segunda presidencia de Tabaré Vázquez. Falleció en el ejercicio del cargo.

## Biografía
Fernández Huidobro nació en Montevideo el 14 de marzo de 1942, hijo de inmigrantes españoles oriundos de Melgar de Arriba, provincia de Valladolid.
Cursó estudios primarios y secundarios en el Colegio y Liceo Santa María de los Hermanos Maristas.

### Pasado guerrillero
Fue uno de los fundadores y principales dirigentes del Movimiento de Liberación Nacional - Tupamaros durante los años 1960. 
Cayó prisionero el 8 de octubre de 1969 en la toma de Pando y se fugó de la cárcel de Punta Carretas junto con otros 110 presos en septiembre de 1971. Fue nuevamente detenido el 14 de abril de 1972, en la casa del escribano y periodista Luis Martirena, en la calle Amazonas, en un episodio donde fue muerto por el ejército el dueño de la casa y su esposa, Ivette Giménez. Posteriormente, pasó doce años preso durante toda la dictadura cívico-militar, siendo liberado en 1985.
Durante su actuación en el MLN-T, integró la dirección del Movimiento y fue autor de varios de sus principales documentos, así como de los llamados "Plan Satán", "Plan Cacao" y otros, que pautaron la acción de los tupamaros durante los años álgidos del enfrentamiento armado. En 1972 participó desde la prisión en las negociaciones con la cúpula militar en lo que se llamó la «Tregua Armada», acontecimiento que relata en el libro homónimo.

### Actuación política
En las elecciones de 1999 resultó elegido diputado por el departamento de Canelones y senador de la República (Movimiento de Participación Popular, Encuentro Progresista-Frente Amplio) optando por el Senado. Fue reelecto en las elecciones nacionales del 31 de octubre de 2004, para desempeñar un nuevo período como senador, pero en esta ocasión su fuerza política resultó ganadora y su candidato Tabaré Vázquez ocupó la presidencia. Como Fernández Huidobro ocupaba el segundo lugar en la lista más votada, y el primer lugar era de José Mujica —designado Ministro de Ganadería, Agricultura y Pesca— se transformó en el primer senador de la lista más votada y en ocasiones ha ejercido la Vicepresidencia de la República.
Desde 2007 dirigió la Corriente de Acción y Pensamiento-Libertad, una escisión del Movimiento de Participación Popular MPP, que integraba el MLN y orientaba José Mujica.
En las elecciones de octubre de 2009, encabezó la lista al Senado de la CAP-L, siendo elegido senador para el periodo 2010-2015.
En mayo de 2011, concretó su renuncia al Senado por discrepancias con el proyecto de ley interpretativo de la Constitución impulsado por el Frente Amplio que, en los hechos, anulaba los artículos 1º, 3º y 4º de la ley de Caducidad de la Pretensión Punitiva del Estado.
Por renuncia de Luis Rosadilla, el 26 de julio de 2011 Fernández Huidobro asumió como Ministro de Defensa Nacional. Su gestión se pronosticaba complicada, pero se mantuvo hasta el final de 2014. En diciembre de ese año, tras confirmarse la elección de Tabaré Vázquez para un nuevo periodo presidencial, se anunció que Fernández Huidobro continuaría en su cartera.
Es de destacar que en su actuación como Ministro de Defensa Nacional tuvo una relación muy fluida con el entonces comandante en jefe Guido Manini Ríos, quien pronunciaría un sentido discurso el día del funeral del exguerrillero.

### Actuación periodística
Fue columnista del quincenario (y luego semanario) Mate amargo desde su refundación en 1986 hasta su cierre. Integró el consejo de dirección del diario La República.

### Actuación literaria
Ha escrito varios libros, recibiendo los siguientes premios:
- Premio Bartolomé Hidalgo en el género Testimonios por Memorias del Calabozo.
- Premio Ciudad de Montevideo por La Fuga de Punta Carretas.

## Libros publicados
- Historia de los Tupamaros, en tres tomos, escritos a la salida de la Dictadura en 1986 y 1987. En él se relata el proceso de fundación del Movimiento de Liberación Nacional (Tupamaros) de Uruguay (1962–1967). El autor fue protagonista de ese proceso que, a su vez, abarca momentos y hechos nacionales e internacionales de suma importancia para el futuro: golpes de Estado en Brasil y Argentina, Congreso del Pueblo, crisis bancaria de 1965, Marchas Cañeras, Medidas Prontas de Seguridad, creación de la Convención Nacional de Trabajadores, Conferencia de la OLAS en Cuba, asesinato del Che en Bolivia, advenimiento de Jorge Pacheco Areco, ilegalización de la izquierda, etc. Denuncia el papel de los “mandos” civiles en el camino hacia la Dictadura y en la violación de la Constitución y las leyes.

- La Tregua Armada, escrito en 1987, en el que relata y documenta un hecho tenazmente ocultado por la Dictadura y la historia oficial durante quince años: las negociaciones de paz entre los Tupamaros y los mandos militares en el año 1972. El libro forma parte del esfuerzo colectivo por informar y restablecer los datos verdaderos de la historia. Denuncia la responsabilidad de los “mandos” civiles.

- Memorias del calabozo, en tres tomos, escrito con Mauricio Rosencof en 1987 y 1988. Los autores relatan las atroces condiciones de reclusión a que fueron sometidos ellos y otros siete dirigentes tupamaros durante trece años (desde 1973 hasta 1985) como rehenes de la Dictadura. Este libro obtuvo el Premio Bartolomé Hidalgo de literatura (1989) en el género Testimonio. Reimpreso en 2013, un solo volumen, con prólogo de Eduardo Galeano, Ediciones de la Banda Oriental. ISBN 978 9974 1 0384 3

- La fuga de Punta Carretas, en dos tomos (1990). En él relata la que en su momento fuera la fuga de presos políticos más numerosa del mundo: ciento once presos, entre ellos el autor, se fugaron en 1971 del penal más importante de Uruguay mediante un túnel construido por compañeros desde la clandestinidad de afuera hacia adentro, a través de una casa de familia ubicada enfrente al centro de reclusión. Precedida poco antes por la fuga masiva de mujeres presas en otra cárcel, resultó un duro golpe para el Pachequismo. Este libro obtuvo el Premio Intendencia Municipal de Montevideo en 1992.

- Los dos mundos (1991): Ensayo sobre economía y sociedad en el que se analizan y anuncian los efectos del capitalismo global contemporáneo, especialmente en lo que tiene que ver con la creciente y fatal exclusión de millones de personas, originando el nacimiento de dos mundos y hasta dos civilizaciones cada vez más distanciadas en todos los sentidos. Lamentablemente, las previsiones formuladas han sido largamente confirmadas por los hechos posteriores, y ese es hoy uno de los temas más graves que afronta la humanidad.

- Chile roto (1993): Veinte años después del Golpe Militar en Chile, Eleuterio Fernández y Graciela Jorge recopilan y documentan la peripecia de miles de uruguayos que, huyendo del Pachecato y del Golpe de Estado en Uruguay, encontraron refugio y solidaridad en el pueblo chileno bajo el Gobierno de Salvador Allende. Participaron activamente en la lucha chilena y sufrieron también todas las consecuencias de la Dictadura impuesta a sangre y fuego el 11 de septiembre de 1973. Se relata, entre otras cosas, la milagrosa fuga masiva de uruguayos y uruguayas del Estadio Nacional de Santiago (la más numerosa hasta hoy en Chile).

- Cebaduras (1994): Recopila y selecciona las columnas de análisis y opinión escritas por el autor en el semanario Mate Amargo de Uruguay desde 1986 hasta...

- Vacaciones (1995): Basándose en recuerdos de su niñez, el autor incursiona en el género de cuentos para niños.

- El tejedor (1995): Ensayo biográfico acerca del gran periodista, sindicalista y dirigente político de izquierda Héctor Rodríguez. El autor, apoyado en bases documentales y con la ayuda de varios protagonistas y la del propio Héctor Rodríguez, intenta reconstruir los pasos de una vida tan intensamente vivida y, con ellos, un tramo decisivo de la Historia de la Izquierda uruguaya y mundial. No hubo hecho nacional e internacional desde 1930 hasta la fecha de su muerte en 1996 que no haya sido vivido, protagonizado y sufrido por esta personalidad.

- Artigas olvidado (2000): Al cumplirse ciento cincuenta años de la muerte de José Gervasio Artigas, el autor analiza su personalidad y formula denuncias acerca del ocultamiento interesado de su pensamiento que hoy mantiene plena vigencia.

- En la nuca (2000): Tras una larga investigación, el autor encara un periodo poco conocido de la historia del Movimiento de Liberación Nacional (Tupamaros) de Uruguay: el de su derrota militar producida entre los años 1972 y 1975. Resultó por tanto ineludible analizar asimismo los hechos uruguayos, argentinos y chilenos de ese crucial momento histórico en el Cono Sur. Y también intentar una autocrítica.

- Bancada (2001): Recopilación de algunas de sus intervenciones parlamentarias hasta agosto de 2001.

- Desastre nacional (2003): Enrique Rubio y Eleuterio Fernández (ambos Senadores por el Frente Amplio) denuncian en este libro los turbios y desastrosos negocios del ente petrolero uruguayo en Argentina.

- El ataque (2003): Novela de aventuras para jóvenes. Un día, sin saber cómo, ni por qué, los automóviles de todo el mundo cobraron vida, atacando alevosamente a los seres humanos, tomando el poder y sometiendo a los sobrevivientes en esclavos. La novela relata cómo los niños y los jóvenes, ayudados por los animales y las plantas, volvieron a conquistar la libertad.

- Victoria (2005): Recopilación de las columnas escritas en el diario La República durante las dramáticas campañas electorales de 2004 que condujeron al histórico triunfo de la izquierda uruguaya. Constituyen una palpitante crónica de esa hazaña.

No es casualidad que el único senador de la República que dio como oficio el de escritor para los archivos de la legislatura, sea Eleuterio Fernández Huidobro.
En la épica escrita de los tupamaros ha jugado un rol central (amén de estar siempre en la primera línea de su organización). Otrora redactor frecuente de los documentos internos y de muchas de las proclamas de la etapa clandestina, desde 1985, con irreverencia, riqueza de lenguaje, humor e ironía, se transformó en el paradigma del escritor comprometido, implacable, agudo y entusiasta. Dos especímenes literarios actuales comparten en América esas raras cualidades de manejo plástico y político del idioma: el subcomandante Marcos desde la selva Lacandona y Fernández Huidobro desde Montevideo. El mundo y sus problemas están allí: cuando la palabra se transforma en arma, herramienta, delicado bisturí o bestial maza, el mundo se percibe de otra manera. Fernández Huidobro estira, fuerza el poder de la palabra y recupera todo el valor subversivo del lenguaje.
Victoria reúne los escritos de contingencia, de batalla, de campaña electoral en todo el año 2004 que muestran la plenitud de su estilo. Y lo que es más importante, documentan uno de los fenómenos más apasionantes de la historia contemporánea de América Latina: la transformación de la otrora famosa guerrilla en el movimiento político-electoral más importante de la izquierda actualmente en el gobierno. Precisamente, el artículo que cierra el libro - “Obvio” – es la asunción cabal de los compromisos que implica la nueva etapa de Frente Amplio Progresista en el gobierno.
Victoria recoge los artículos semanales que se publicaron en el diario La República de Montevideo, reproducidos en Página/12 de Buenos Aires y que circulara generosamente en la diáspora.
- La batalla de la energía (2006): Defensa de las fuentes alternativas y sostenibles de energía. Denuncia de la crisis energética, regional y nacional.